# François Heldenstein
François Heldenstein (* 15. Mai 1892 in Colmar-Berg; † 27. März 1975 in der Stadt Luxemburg) war ein  luxemburgischer Bildhauer und Innenarchitekt. Bei den VIII. Olympischen Sommerspielen 1924 in Paris errang Heldenstein mit seinem Werk „Nach Olympia“ eine Silbermedaille der Kunstwettbewerbe.